# 黒川凱星
黒川 凱星（くろかわ かいせい、2004年4月5日 - ）は、千葉県千葉市稲毛区出身のプロ野球選手（内野手）。ベースボール・チャレンジ・リーグの神奈川フューチャードリームス所属。

## 経歴

### プロ入り前
千葉市立西小中台小学校6年時に千葉ロッテマリーンズジュニアに所属。千葉市立朝日ヶ丘中学校時代はボーイズリーグの京葉ボーイズに所属した。SUBARU硬式野球部所属の海老根優大はマリーンズジュニアおよび京葉ボーイズの同期にあたる。
学校法人石川高校進学後は一年次の秋から遊撃手のレギュラーを掴み、以降三年次の夏まで専ら8番遊撃手として出場を続けたほか、二年次秋からは主将も務めた。チームは2020年から2年連続で秋季県大会3位となり東北大会に出場したが、そちらではいずれも1回戦で敗れている。春夏通じて甲子園出場経験はなし。
2022年度のドラフト会議で千葉ロッテマリーンズから育成4位で指名され、支度金300万円、年俸230万円で入団した。背番号は130。千葉ロッテマリーンズジュニア出身者でマリーンズにドラフト指名され入団したのは池田来翔以来2人目。

### ロッテ時代
2023年シーズンはイースタン・リーグ公式戦で21打数無安打であった。
2024年3月24日の試合でイースタン・リーグ公式戦初安打を記録。シーズン通算打率は.136であった。オフに戦力外通告を受け退団した。

### BC神奈川時代
2024年12月12日、ベースボール・チャレンジ・リーグ所属の神奈川フューチャードリームスへの入団が発表された。背番号は51。

## 詳細情報

### 年度別打撃成績
- 一軍公式戦出場なし

### 背番号
- 130（2023年 - 2024年）
- 51（2025年 - ）